# Curraleiro Pé-Duro
Curraleiro Pé-Duro ou Boi do Piauí é uma raça de boi taurino (Bos taurus taurus) surgida no Brasil, principalmente no Piauí e em outros lugares na região nordeste do Brasil e nas áreas ao redor do rio São Francisco. Foi introduzida por colonos portugueses e da península Ibérica através das capitanias hereditárias. Especificamente, acredita-se que o Curraleiro-Pé Duro provenha diretamente da raça  Beiroa, um tipo de Mirandesa, no entanto, estudos genéticos detalhados sobre sua ascendência ainda não foram relatados. Mesmo assim, é relatado que de cinco raças de criollo brasileiras estudadas geneticamente, o Curraleiro-Pé Duro é o mais endogâmico. 

## História
Desde o descobrimento do Brasil, os portugueses trouxeram gado bovino de origem taurina que foram dispersadas no Brasil, principalmente no nordeste - Piauí, e tiveram que se adaptar e sobreviver, desenvolvendo-se por séculos, resultado nos animais atuais. O gado ancestral que deu origem a esta raça e permitiu a criação bovina no interior do país também deu origem às raças gado pantaneiro, caracu, gado franqueiro, crioulo lageano e o gado junqueira, sendo todos taurinos e com bastante semelhanças físicas. Tais animais provavelmente descendem de raças portuguesas do tipo aquitânico ou turdetano, representadas pela Alentejana (ou Transtagana), Galega (ou Minhota) e Mirandesa. É certo que não foram somente estas raças que participaram da formação, outras raças de gado do tronco ibérico podem ter contribuído, sendo possível que gado africano também tenham participado. 
Foi essencial para a interiorização do Brasil seguindo, inicialmente, a região aos arredores do rio São Francisco e aos poucos se afastando do mesmo e por conta disto a raça também foi encontrada em Minas Gerais, Goiás e Tocantins em menor quantidade.  Esteve em vias de extinção, devido ao fato de que diversos criadores no nordeste estavam trocando seus plantéis por animais de outra raças de maior tamanho (principalmente zebuínas), mas criadores junto à Embrapa iniciaram um trabalho de recuperação da raça a partir de 1970 que ainda é feito hoje, pois ainda se considera que ela está em risco de extinção. Esta raça é reconhecida como raça nativa brasileira pelo MAPA (Ministério da Agricultura, Pecuária e Abastecimento) desde 2012 e foi usada na formação da raça Boi Tropical.

## Características
A raça é considerada de dupla aptidão para carne e leite, destacando-se por ser muito rústica, suportando não somente a seca, o calor e a estiagem, mas também ao ataque de insetos e ingestão de plantas tóxicas ao gado, reduzindo bastante os custos de criação. Por ter se desenvolvido em regiões de muito calor e estiagem, como o cerrado e o semi-árido nordestino, se adapta bem a regiões de muito calor mesmo sendo uma raça taurina. É um bovino bem adaptado para as épocas de estiagem comum do cerrado e prolongadas da caatinga quando criado em regime extensivo explorando o pasto com vegetação nativa se alimentando de uma diversidade vegetal significativa, o que é um fator que reduz bastante os custos com criação. Para criações comerciais produtivas de maior lucratividade se recomenda o fornecimento nas épocas de estiagem de alimentação complementar (ração, feno, silagem, milho, cana-de-açúcar, etc.) para aqueles animais destinados à engorda e ao abate para otimizar o ganho de peso deles.
Sua carne é elogiada por ser de alta qualidade, mais macia que a dos zebuínos e muito saborosa. A raça é muito indicada para cruzamentos industriais, devido ao efeito da heterose. É um animal dócil de fácil manejo.
Pelagens diversas são admitidas no padrão racial. São animais baixos, a raça pode não surpreender em termos de aparência, contudo o porte menor da raça permite uma maior quantidade de animais por hectare comparada a raças maiores, ganhando vantagem em termos de peso total. O peso dos machos fica em média entre 360 e 420 quilos e as fêmeas entre 250 e 300 quilos, mas há registro de animais mais pesados.
Há seleção entre os próprios animais da raça para escolher aquelas vacas que se destacam por produzir mais leite e animais com melhor carcaça para os usar em programas de cruzamento para melhoramento genético da raça, objetivando animais cada vez melhores.

## Distribuição do plantel
A grande maioria dos animais estão concentrados no nordeste brasileiro, porém a raça existe em outras regiões do Brasil, em menor número. Existem criadores no sudeste, centro-oeste e no Tocantins.

## Melhoramentos genéticos
Com o crescente interesse pela raça, os criadores tem se esforçado para melhorar a qualidade do plantel, com a assessoria da Embrapa, para produzir animais mais precoces e com melhor qualidade de carcaça. O trabalho de seleção já tem rendido frutos: com a seleção de boas matrizes e reprodutores têm surgido animais com carcaça melhorada sendo bem valorizados. A tendência no decorrer do tempo é a qualidade geral do rebanho melhorar, mantendo suas já conhecidas características como rusticidade, tamanho pequeno, tolerância ao calor, capacidade de digerir pastagens tóxicas e/ou de baixa qualidade, etc.

## Valor genético
Autêntico nordestino, gado Pé Duro é tido como valioso patrimônio genético. A raça também tem despertado bastante interesse pelo fato de ser adaptada a regiões quentes com vegetação de baixa qualidade, característica também presente no cerrado, onde a estiagem pode durar vários meses, dependendo das condições climáticas de cada ano. Raças rústicas e resistentes ao calor têm se valorizado. A raça pode ser uma ótima alternativa para regiões semi-áridas e tropicais. O interesse também se dá na heterose proporcionada pela raça.